# Клавиатура урду

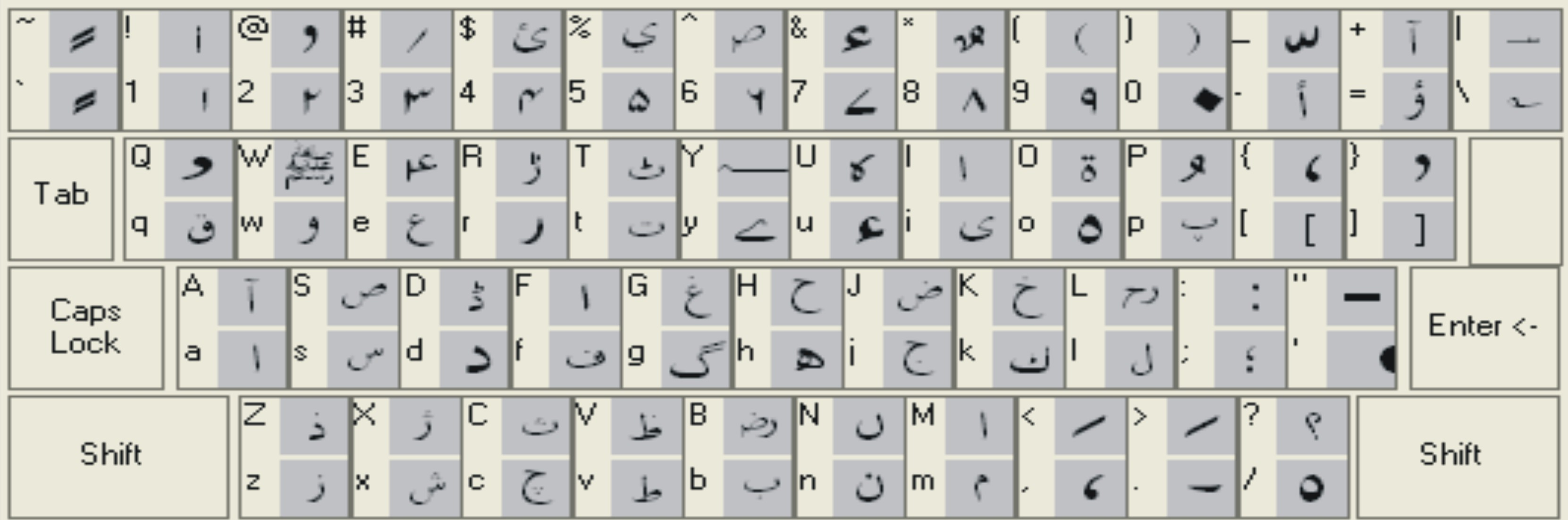
Раскладка клавиатуры Урду

Клавиатура на урду — это клавиатурная раскладка, предназначенная для набора текста на языке урду на компьютерах и пишущих машинках. С момента появления первой пишущей машинки для урду в 1911 году раскладка претерпела несколько этапов эволюции. Со временем множество вариантов, появившихся в 1950-х годах для механизированного набора, сократилось до немногих, совместимых с новой цифровой эпохой. Современные усовершенствования в клавиатуре на урду были впервые введены Национальным языковым управлением (Muqtadra-e-Qaumi Zaban) в Пакистане, которое стандартизировало языковые нормы, включая орфографию и лексикографию. Эти изменения позволили адаптировать раскладку для компьютеров, повысив удобство и эффективность набора текста, особенно через современные электронные носители.